# BBC威爾斯總部大樓

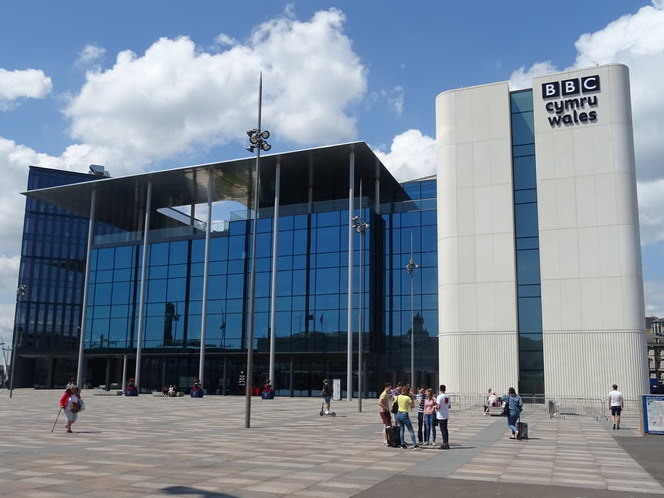
BBC威爾斯總部大樓

BBC威爾斯總部大樓（英語：BBC Wales Headquarters building）是BBC威爾斯的總部大樓，也是威爾斯第四台（S4C）的辦公地點，位于英国威尔士首府加迪夫，邻近加迪夫中央車站。該建築耗資1.2億英鎊，取代卡地夫廣播大樓成為BBC威爾斯的新總部。2020年7月15日，BBC威爾斯分部正式入驻總部大樓。